# موزه ویتنی هنر آمریکایی
موزه ویتنیِ هنر آمریکایی (به انگلیسی: Whitney Museum of American Art) مشهور به ویتنی (به انگلیسی: Whitney) نام موزه‌ای هنری در منهتن جنوبی، نیویورک است. موزه ویتنی در سال ۱۹۳۱ میلادی، توسط گرترود وندربیلت ویتنی، تندیس‌گر و مجموعه‌دار ثروتمند آمریکایی بنیان گذاشته‌شد. موزه حاوی مجموعهٔ بزرگی از آثار هنرمندان آمریکایی سده ۲۰ و ۲۱ میلادی است.
در گنجینهٔ دائمی موزه بیش از ۲۱ هزار اثر متعلق به هنر معاصر آمریکا از بیش از ۳ هزار هنرمند آمریکایی یا مهاجر به آمریکا وجود دارد. موزه ویتنی همچنین برگزارکنندهٔ بی‌ینال یا نمایشگاه دو سالانهٔ بزرگی است که بوسیلهٔ آن، هنرمندان پیشتاز و گمنام آمریکایی را به بازار هنر معرفی می‌کند.

## نقاشی‌ها

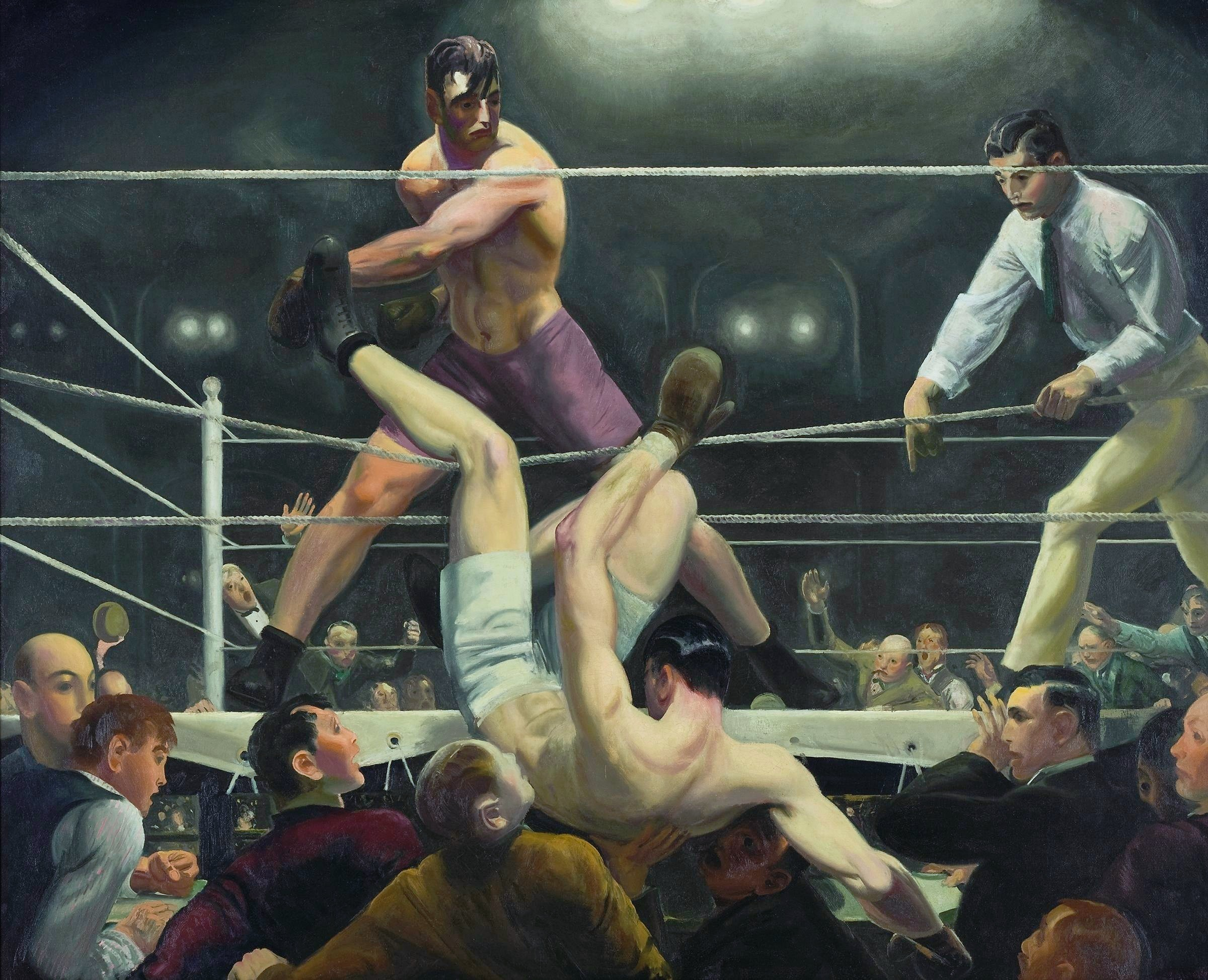
فیرپو، دمپسی را از رینگ بوکس بیرون می‌کند ۱۹۲۴ م. اثر جرج بلوز
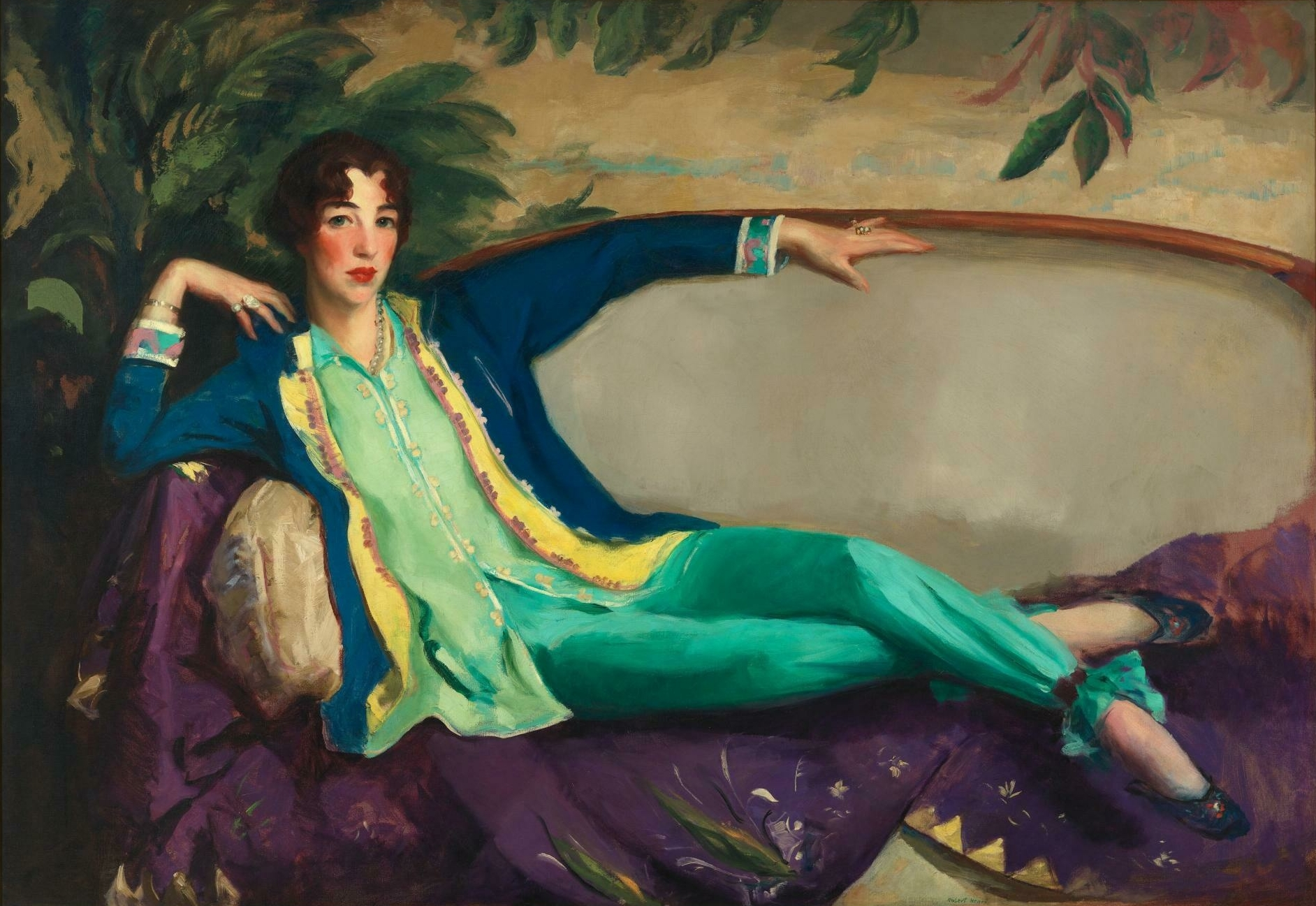
پرترهٔ گرترود وندربیلت ویتنی ۱۹۱۶ م. اثر رابرت هنری
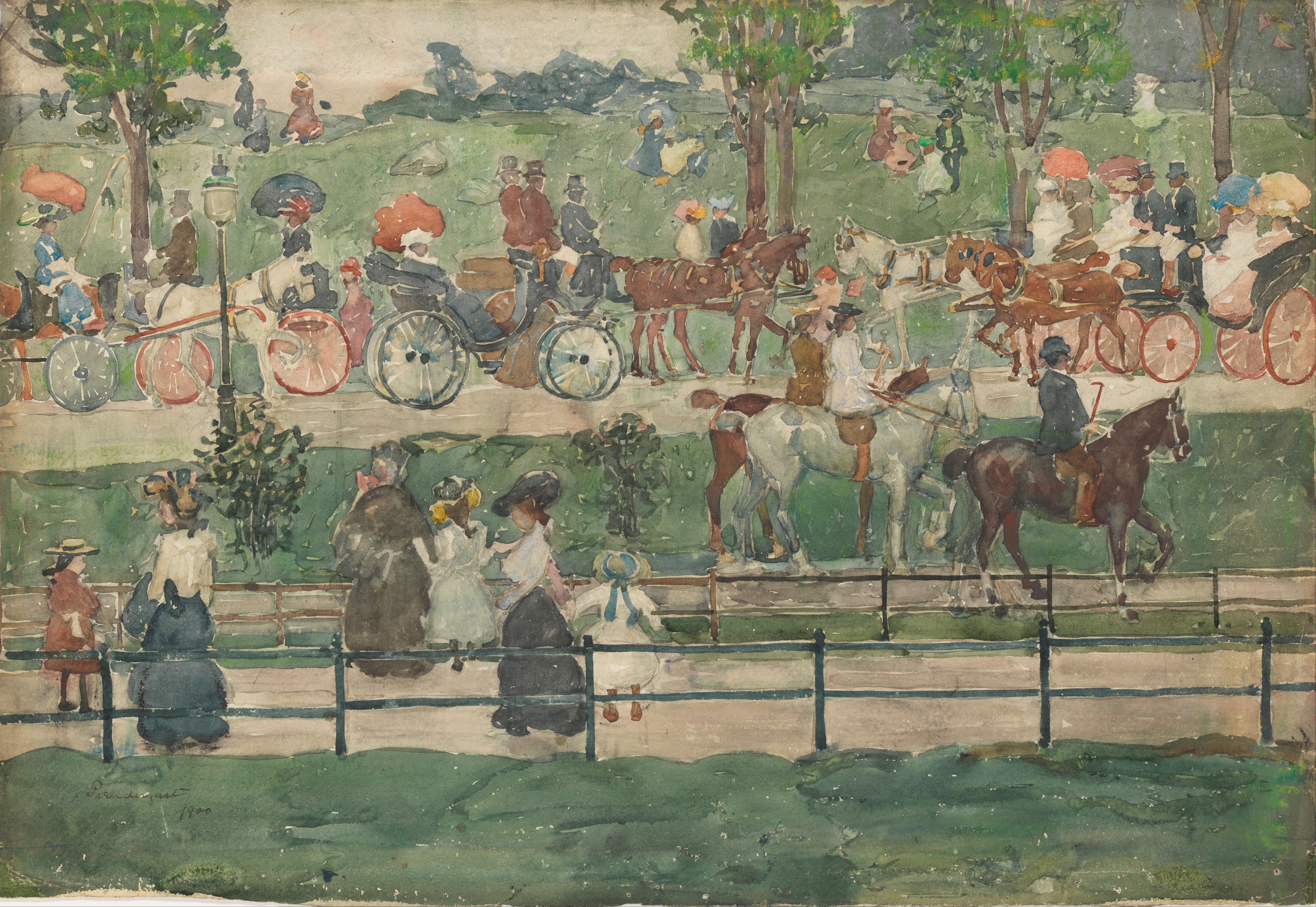
سنترال پارک
۱۹۰۰ م.
اثر موریس پرندرگاست

## نگاره‌ها

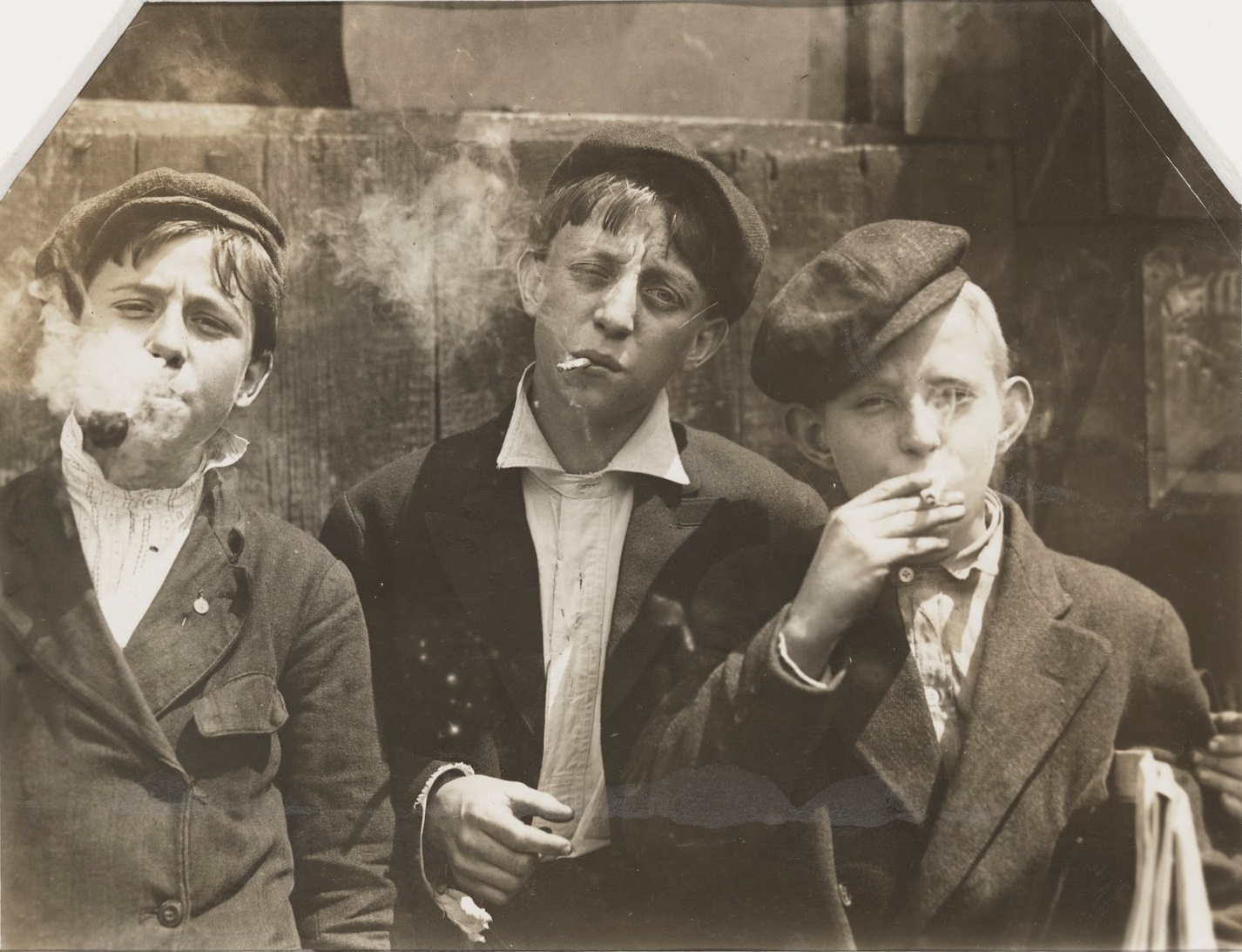
لات‌های سنت لوئیس ۱۹۰۵ م. اثر لوئیس هاین
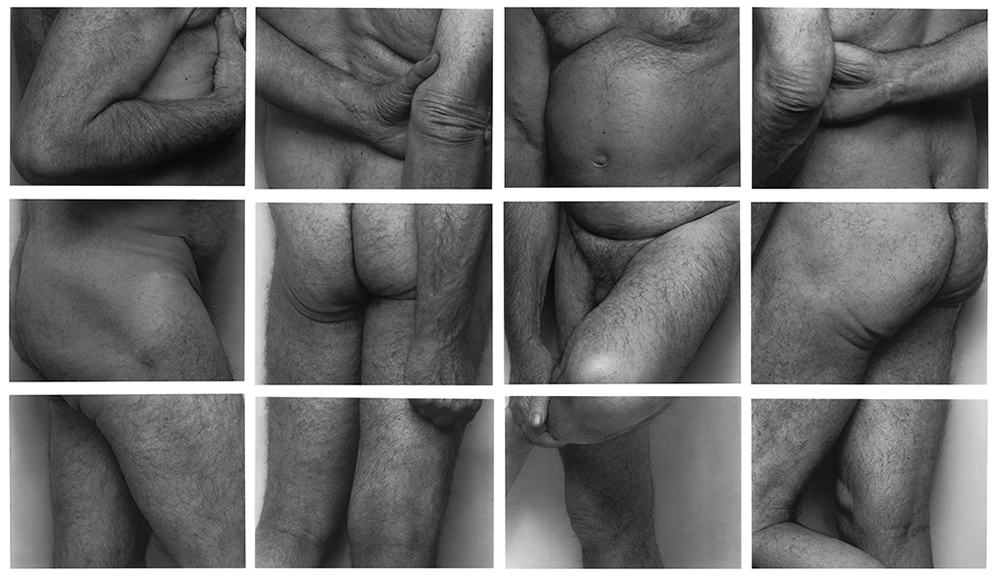
حاشیه زینتی شماره ۲، ۴ پنل
۱۹۹۴ م.
اثر جان کوپلانز